# 圣埃尼米
圣埃尼米（法語：Sainte-Enimie，法語發音：[sɛ̃t enimi]）是法国洛泽尔省的一个旧市镇，属于弗洛拉克区。2017年，圣埃尼米与邻近的2个市镇合并为新市镇戈尔日迪塔恩科斯，圣埃尼米为新市镇行政中心。

## 地理
圣埃尼米（44°21'59"N, 3°24'41"E）面积87.34 平方千米，位于法国奧克西塔尼大區洛泽尔省，该省份为法国南部内陆省份，北起上盧瓦爾省和康塔爾省，西接阿韦龙省，南至加尔省，东临阿尔代什省。
与圣埃尼米接壤的市镇（或旧市镇、城区）包括：沙纳克、巴尔谢日、圣博济勒、拉瓦勒迪塔恩、伊斯帕尼亚克、拉马莱讷、马斯圣谢利、蒙布兰、凯扎克。

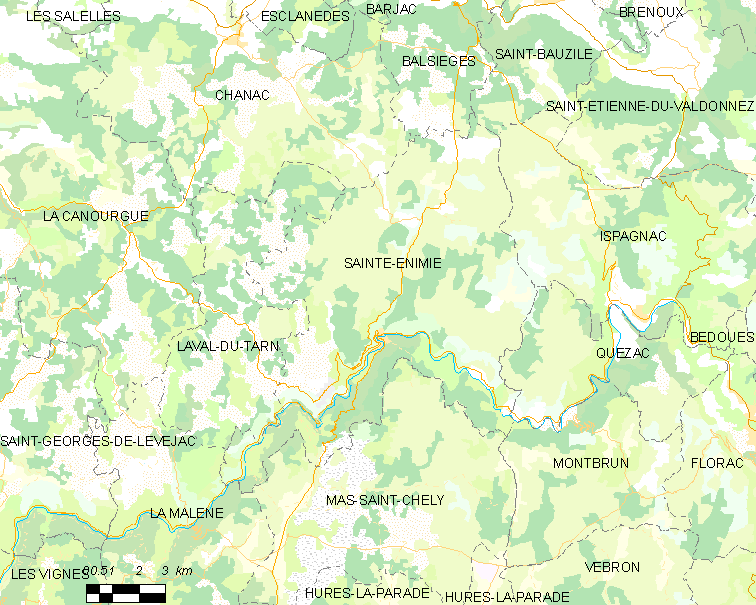
圣埃尼米的OSM定位图

圣埃尼米的时区为UTC+01:00、UTC+02:00（夏令时）。

## 行政
圣埃尼米的邮政编码为48210，INSEE市镇编码为48146。

## 政治
圣埃尼米所属的省级选区为拉卡努尔格县。

## 人口

1962-2008年间圣埃尼米人口变化图示

圣埃尼米于2018年1月1日时的人口数量为515人。